# Zygothrica centralis
Zygothrica centralis är en tvåvingeart som beskrevs av David Grimaldi 1987. Zygothrica centralis ingår i släktet Zygothrica och familjen daggflugor. Inga underarter finns listade i Catalogue of Life.